# Cavalese
Cavalese – miejscowość i gmina we Włoszech, w regionie Trydent-Górna Adyga, w prowincji Trydent.
Według danych na rok 2004 gminę zamieszkiwało 3665 osób, 81,4 os./km².

## Katastrofa w Cavalese
3 lutego 1998 w Cavalese doszło  do katastrofy. Amerykański samolot EA6B Prowler należący do US Marine Corps, który wystartował z bazy w Aviano, zerwał linę nośną kolejki linowej na szczyt Alpe Cermis w wyniku czego wagonik kolejki z 20 osobami spadł z wysokości ok. 100 m i rozbił się. Wszyscy zginęli na miejscu.  19 turystów: 8 Niemców, 5 Belgów, 2 Włochów, dwoje Polaków, Austriak, Holender oraz pracownik obsługi wagonika. Jak wykazało badanie rejestratora lotu samolot do momentu kolizji z liną z nieznanych przyczyn wykonywał lot poniżej dozwolonej wysokości minimalnej i z nadmierną prędkością. Uszkodzony samolot wylądował awaryjnie w Aviano. Lina, zanim pękła uszkodziła prawe skrzydło (nie odrywając go) i system hydrauliczny samolotu. 
Po katastrofie nastąpiły gwałtowne protesty na całym Półwyspie Apenińskim. Włosi sprzeciwiali się obecności amerykańskich baz w ich kraju. Śledztwo było prowadzone przez amerykańskie władze wojskowe, odbył się proces. Ostatecznie zarzut nieumyślnego spowodowania śmierci usłyszeli tylko pilot oraz nawigator. Pozostałych dwóch zwolniono. Przed sądem żołnierze bronili się, że na ich mapach nie naniesiono trasy przebiegu kolejki linowej oraz przyrządy samolotu wskazywały nieprawdziwe dane. Pilot twierdził, że właśnie z tego powodu nie wiedział, iż zamiast na wysokości 2 tys. stóp leciał na 360 stopach, a więc 110 m. W marcu 1999  sąd wojskowy oczyścił z zarzutów kpt. Richarda J. Ashby'ego oraz kpt. Josepha Schweitzera. W kolejnym procesie pilot i nawigator zostali skazani za nadużycie władzy i zachowanie niegodne amerykańskiego żołnierza, gdyż zniszczyli nagranie wideo z feralnego lotu. Zostali wydaleni ze służby, a Richard J. Ashby trafił jeszcze na pół roku do więzienia.